# Elizna Naudé
Pour les articles homonymes, voir Naudé.
Elizna Naudé (née le 14 septembre 1978) est une athlète sud-africaine spécialiste du lancer du disque.
Elle remporte cinq titres de championne d'Afrique de la discipline entre 1998 et 2010, et obtient par ailleurs la médaille d'or lors des Jeux panafricains de 2003 et 2007. En 2006, la Sud-africaine s'adjuge le titre des Jeux du Commonwealth.
Son record personnel est de 64,87 m, établi le 2 mars 2007 à Stellenbosch.

## Palmarès
| Date | Compétition                | Lieu         | Place |
| ---- | -------------------------- | ------------ | ----- |
| 1998 | Championnats d'Afrique     | Dakar        | 1re   |
| 1998 | Coupe du monde des nations | Johannesburg | 7e    |
| 1999 | Jeux africains             | Johannesburg | 3e    |
| 2001 | Universiade                | Pékin        | 5e    |
| 2002 | Championnats d'Afrique     | Radès        | 3e    |
| 2003 | Jeux africains             | Abuja        | 1re   |
| 2003 | Universiade                | Daegu        | 5e    |
| 2004 | Championnats d'Afrique     | Radès        | 1re   |
| 2004 | Jeux olympiques            | Athènes      | 20e   |
| 2006 | Jeux du Commonwealth       | Melbourne    | 1re   |
| 2006 | Championnats d'Afrique     | Bambous      | 1re   |
| 2006 | Coupe du monde des nations | Athènes      | 8e    |
| 2007 | Jeux africains             | Alger        | 1re   |
| 2008 | Championnats d'Afrique     | Addis-Abeba  | 1re   |
| 2010 | Championnats d'Afrique     | Nairobi      | 1re   |
| 2012 | Championnats d'Afrique     | Porto-Novo   | 2e    |